# Municipio de Tranemo
Tranemo (en sueco: Tranemo kommun) es un municipio en la provincia de Västra Götaland, al suroeste de Suecia. Su sede se encuentra en la localidad de Tranemo. El municipio se creó en 1974 cuando los antiguos municipios de Tranemo y Dalstorp se fusionaron.

## Localidades
Hay 9 áreas urbanas (tätort) en el municipio:
| # | Tätort     | Población |
| - | ---------- | --------- |
| 1 | Tranemo    | 3 337     |
| 2 | Limmared   | 1 499     |
| 3 | Länghem    | 1 119     |
| 4 | Grimsås    | 727       |
| 5 | Dalstorp   | 714       |
| 6 | Rosenlund  | 305       |
| 7 | Ambjörnarp | 299       |
| 8 | Uddebo     | 238       |
| 9 | Ljungsarp  | 213       |